# Brexia australis
Brexia australis är en benvedsväxtart som beskrevs av George Schatz och Lowry. Brexia australis ingår i släktet Brexia och familjen Celastraceae. Inga underarter finns listade.